# Abigael González Valencia
Abigael González Valencia (Aguililla, 18 ottobre 1972) è un criminale e signore della droga messicano, conosciuto come El Cuini, a capo dell'organizzazione crimianle Los Cuinis, alleata del Cartello di Jalisco Nuova Generazione (CJNG).
Insieme a suo cognato Nemesio Oseguera Cervantes (alias "El Mencho"), coordinavano attività di traffico internazionale di droga tra l'Asia, Europa e le Americhe. Fu responsabile anche della gestione finanziaria sia dei Los Cuinis che del Cartello di Jalisco Nuova Generazione.
Negli anni '90 del secolo scorso ha lavorato per il Cartello del Milenio (scomparso nel 2012) e di cui parte del gruppo originale ha creato il Cartello di Jalisco Nuova Generazione e Los Cuinis dopo il 2010.
Viene arrestato il 28 febbraio 2015 a Puerto Vallarta.
Il governo messicano sta lavorando per la richiesta di estradizione da parte degli Stati Uniti dove è accusato di traffico di droga e riciclaggio. Prima del suo arresto Los Cuinis era considerato dalle fonti governative come una delle organizzazioni trafficanti in droga più ricche al mondo.